# 이재원 (1999년)
이재원(李載原, 1999년 7월 17일 ~ )은 KBO 리그 상무 야구단의 내야수, 외야수이다.

## 아마추어 시절
서울고등학교 시절 팀 에이스이자 주축 타자였던 강백호와 함께 클린업으로 맹활약했다.
당해 신인 드래프트 선수 중 외야수 최대어였고, 외야수 중에서 가장 먼저 지명됐다.

## 한국 프로야구 시절

### LG 트윈스시절
2018년에 입단하였다. 2020년 6월 25일 키움전에서 데뷔 첫 경기를 치렀고, 경기에서 3타수 무안타를 기록했다.
2024년 6월 상무 입대 예정이다.

## 호주 프로야구 시절
2019년에 질롱 코리아에 입단하였다.

## 출신 학교
- 제주남초등학교(전학) → 대구옥산초등학교(전학) → 충북 석교초등학교
- 청주중학교(전학) → 서울 경원중학교
- 서울고등학교

## 트리비아
- 같은 학교 동기였던 강백호와 매우 친한 친구 사이이다.

## 통산 기록
| 연도 | 팀명  | 타율  | 경기 | 타수 | 득점 | 안타 | 2루타 | 3루타 | 홈런 | 루타 | 타점 | 도루 | 도실 | 볼넷 | 사구 | 삼진 | 병살 | 실책 |
| ---- | ----- | ----- | ---- | ---- | ---- | ---- | ----- | ----- | ---- | ---- | ---- | ---- | ---- | ---- | ---- | ---- | ---- | ---- |
| 2020 | LG    | 0.050 | 16   | 20   | 1    | 1    | 0     | 0     | 0    | 1    | 0    | 0    | 0    | 2    | 0    | 11   | 0    | 1    |
| 2021 | LG    | 0.247 | 62   | 154  | 22   | 38   | 6     | 0     | 5    | 59   | 17   | 5    | 1    | 14   | 2    | 48   | 2    | 0    |
| 2022 | LG    | 0.224 | 85   | 223  | 31   | 50   | 8     | 2     | 15   | 101  | 43   | 3    | 1    | 18   | 12   | 77   | 3    | 1    |
| 통산 | 3시즌 | 0.224 | 163  | 397  | 54   | 89   | 14    | 2     | 18   | 161  | 60   | 8    | 2    | 34   | 14   | 136  | 5    | 2    |